# 齊如山

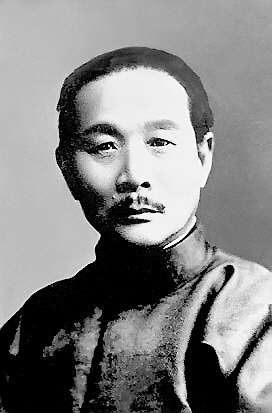
齊如山

齊如山（1877年12月12日—1962年3月18日），直隶省保定府高陽县人，中国劇作家、戲劇理論家、历史学家，將京劇称为“国剧”。

## 生平

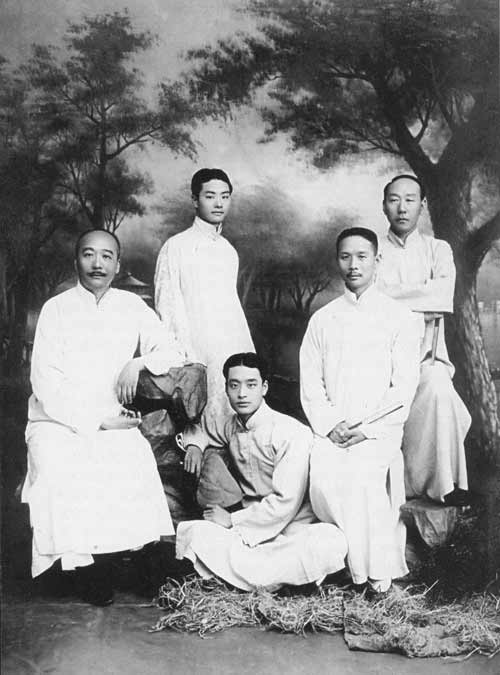
1923年，自左至右：罗瘿公、程砚秋、吴富琴、齐如山、许伯明。

齐如山生于清朝光緒三年農曆十一月初八日（1877年12月12日）。齐如山家为书香门第，世居北京。19岁时，齐如山入同文館学习德文、法文、俄文。庚子事变爆发后，齊如山輟學經商，几年时间便已积累了一定家业，設商號「義興局」於京師。宣統三年（1911年），武昌起義爆发，齊如山以義興局掩護革命黨人，充当革命党人祕密辦公及聯絡之所；齊如山还拿出私財资助革命活動。
光緒末年，齊如山代李石曾經營的巴黎豆腐公司在中国招工，送往巴黎。宣統年间，齊如山復往巴黎。这两次均不久即歸国。中华民国初年，齊如山與李石曾、吳稚暉等人共同创設「留法勤工儉學會」，招入學生加以短期訓練，送往法国学习。至此，齊如山已三度赴欧洲。在欧洲期间，齊如山在闲暇之时曾觀賞欧洲戲劇，十分喜爱其写实风格。歸國之後，齊如山在正樂育化會（是京劇業者的公會，谭鑫培、田际云领导）講演，並撰写《說戲》一書，內容均为「介紹西方戲劇的長處，貶抑我國戲劇之不進步」。若干年後，齊如山回忆这段经历时说：「……豈知研究了幾年之後，才知道國劇處處有它的道理。我當時所說的那些話，可以說是完全要不得的，是外行而又外行……如今看來，都是毀壞國劇的！」

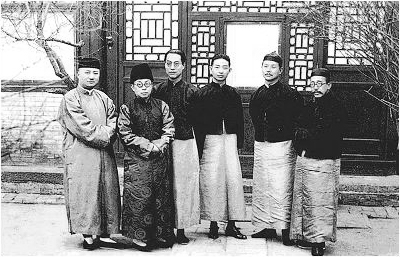
梅兰芳在北京无量大人胡同寓所与挚友合影。左起：李释戡、黄秋岳、赵叔雍、梅兰芳、齐如山、罗复堪。

1913年，齐如山在北京天乐茶园观看梅兰芳主演的京剧《汾河湾》，结识了梅兰芳。齐如山认为梅兰芳在这出戏中的表演有改进余地，便随即致信梅兰芳，其意见很快便获得梅兰芳的采纳。此后，齐如山虽然除了观看梅兰芳的演出外，不再私下会见梅兰芳；但常给梅兰芳写信，为梅兰芳的表演以及剧本提出修改意见。1914年，他开始与梅兰芳见面。当时，梅兰芳的“缀玉轩”书房中的常客，除了齐如山以外，还有冯耿光、吴震修、李释戡，画家王梦白，诗人罗瘿公等人。

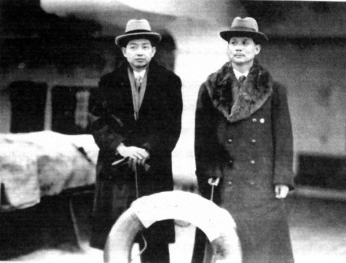
1929年，梅兰芳（左）、齐如山赴美国时乘加拿大客轮

1916年、1917年之后的二十余年间，齐如山与李释戡等人为梅兰芳编排了时装戏《一缕麻》（齐如山为梅兰芳编写的第一出戏）、古装戏《黛玉葬花》（梅兰芳演出的第一齣红楼戏）、《嫦娥奔月》、《千金一笑》、《廉锦枫》、《生死恨》、《俊袭人》、《凤还巢》（根据清朝传奇编写）等剧目。京剧《霸王别姬》最初是由清逸居士根据昆曲《千金记》和《史记·项羽本纪》编写为京剧《楚汉争》（共四本），1918年由杨小楼、尚小云在北京首演。几年后，齐如山、吴震修参照《楚汉争》的故事，重新撰写了《霸王别姬》剧本，由杨小楼、梅兰芳于1922年2月在北京公演。此后，初始的两本精简为一本，遂成为梅派青衣的代表作。齐如山为梅兰芳编创的时装戏、古装戏以及改编的传统戏共二十多出。

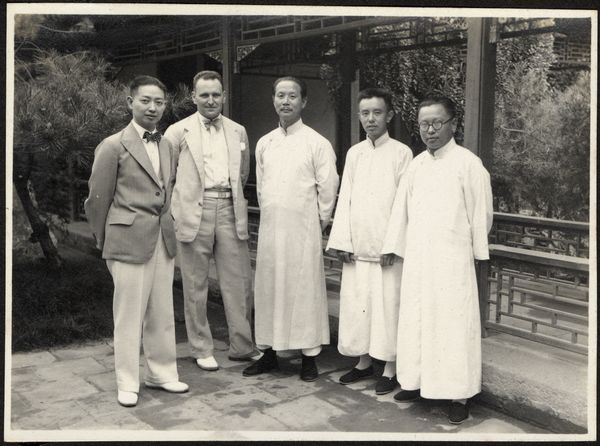
1931年8月在北京。左起：梅兰芳，马尔智，齐如山，傅芸子、傅惜华兄弟

梅兰芳1919年、1924年出访日本，1929年出访美国，1935年出访苏联。这几次出国演出，齐如山均协助策划，并随同出访日本、美国。1931年，齐如山与梅兰芳、余叔岩等组成北平国剧学会，并成立了国剧传习所，从事戏曲教育工作。他还曾任教于北平女子文理学院。1933年，梅兰芳举家迁居上海，齐如山则留在北平。齐如山和梅兰芳长达20多年的合作就此结束。齐如山在给上海的梅兰芳所写的信中称：“我从民国二年冬天给您写信，至今已20年了。……我大部分的工夫，都用在您的身上。……您自今以前，艺术日有进步；自今之后，算是停止住了。”

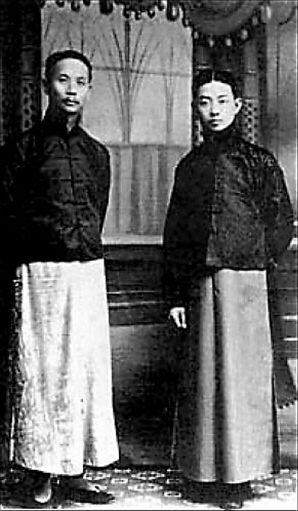
齐如山与梅兰芳（右）

1937年，在抗日战争前夕的北平，为保住北平国剧学会的行头及文物资料等，齐如山找到国立故宫博物院院长马衡（戏剧家马彦祥之父)，请国立故宫博物院代为保管。抗日战争爆发后，日军攻占北平。 不久，日军就将齐如山列入了抓捕的黑名单中。后来，日本人让齐如山给电台主持戏曲节目，被齐如山谢绝。从1937年至1945年，齐如山为了不同日本人接触，便躲在家中著书，足不出户，写出了不少民俗书籍。从1903年搬入直到1948年离开北平，他一直居住在东单西裱褙胡同31号，共居住了45年。为逃避日本人查户口，当时家住西裱褙胡同的齐如山还曾躲进法国医院（院址现为北京医院）。

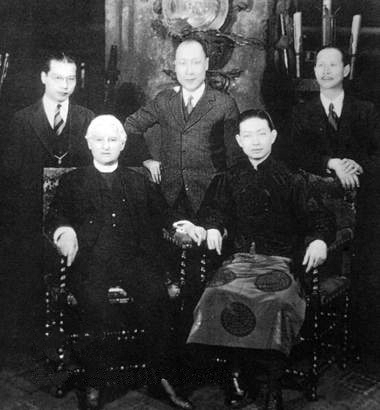
梅兰芳与美国戏剧家贝拉斯考在纽约合影（后立者右起：齐如山、张彭春、黄子美）

第二次国共内战末期，1947年，齐如山从北平来到上海。飞机抵达上海的当晚，齐如山在梅兰芳家吃了涮羊肉。在上海，齐如山停留不到一周，住在其侄子家。梅兰芳每天都来拜访，梅兰芳的夫人福芝芳还亲自送来衣服。这段时间的会晤是齐如山与梅兰芳最后一次会面。返回北平之后不久，齐如山又从北平赴香港，1949年自香港到台湾。齐如山到台湾后，曾在1949年3月23日致函仍处于中华民国政府控制下的上海，邀请梅兰芳及言慧珠赴台湾演出。梅兰芳于3月26日复信回绝。
1949年，齐如山從香港来到台灣，從此住在台北。他出任教育部中國歌劇改良研究委員會主任委員。期間，他發掘了青年演员徐露，促成中华民国空军大鵬劇隊學生班（俗称“小大鵬”、“大鵬劇校”）的成立。
齐如山赴台湾时，将妻子、女儿等家人留在了北平。中华人民共和国成立后，梅兰芳曾邀请齐如山回北京主持京剧研究工作，但未果；此外，梅兰芳还曾多次到北京齐如山家探望，了解齐如山在台湾的近况。
1962年3月18日，齐如山在空軍新生社介壽堂觀劇，因心臟病突發，不治逝世。

## 学术贡献

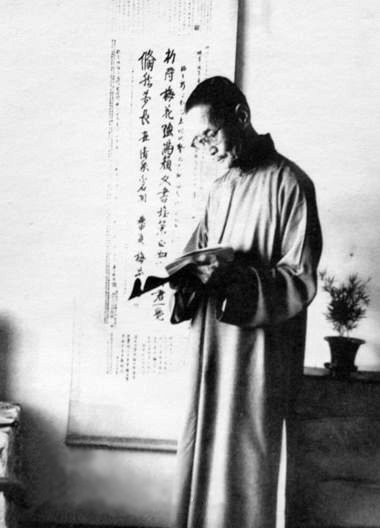
晚年的齐如山

齐如山毕生研究中国戏曲。除了搜集并研究中国古籍、辞赋、笔记、风土志及西方心理学、戏剧理论著作之外，他还在将近四十年的时间内，访问京剧界人士三、四千人，记录下大批原始资料。他提出了“无声不歌，无动不舞”的观点，对中国传统戏曲进行概括，晚年著作《国剧艺术汇考》对京剧艺术的许多问题都进行了考证。除了研究戏曲理论外，他还亲自推动京剧改革，创编了大量新戏。
齐如山还是历史学家，在社会史领域建树颇丰，搜集了许多第一手材料。他自称：“我做了十来年买卖，与各界的人都接触得很多，真可以说是三教九流、五行八作，农工商贾，各种技艺人员都认识了不少”，而“欲研究经史，不能离开社会”，他认为“由社会中的许多情形，可以明了经史的意义；由经史中的记载，又可以知道社会中各事之来源”，故亲自调查研究北京的许多风俗习惯。
齐如山晚年撰写的《齐如山回忆录》内容丰富，文字生动。

## 著作
齐如山的部分主要著作有：
- 《说戏》
- 《观剧建言》
- 《中国剧之组织》
- 《京剧之变迁》
- 《国剧身段谱》
- 《戏班》
- 《脸谱图解》
- 《梅兰芳艺术之一斑》
- 《梅兰芳游美记》
- 《国剧艺术汇考》
- 《北平三百六十行》
- 《故都琐述》
- 《北平零食》
- 《北京土话》

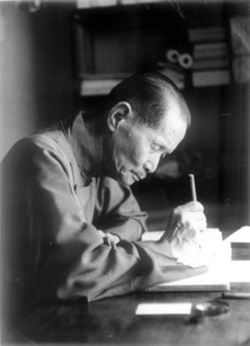
晚年的齐如山

- 《齐如山回忆录》（1964年台湾重光文艺社出版《齐如山全集》共9册，1979年12月台湾联经出版公司再版《齐如山全集》共10集。）[6][3]

此外，他还编辑出版了《戏剧丛刊》、《国剧画报》。

## 家庭
- 曾祖父：齐正训（齐竹溪），清朝进士
- 祖父：齐钟庆（齐叔才）
- 父：齐令辰（齐禊亭），清朝进士
- 兄：齊竺山
- 弟：齊壽山[6][3][5]

## 延伸阅读
- 傅骏，梅兰芳与齐如山，上海戲劇2007年第1期。